# Antanas Čepononis
Antanas Čepononis (* 5. November 1959 in Mikyčiai, Rajongemeinde Lazdijai) ist ein litauischer Lehrer und Politiker.

## Leben
Nach dem Abitur 1978 an der Mittelschule Šventežeris absolvierte er 1982 das Diplomstudium der technischen Arbeiten am Vilniaus pedagoginis institutas und von 2001 bis 2003 das Masterstudium der Edukologie an der Vilniaus pedagoginis universitetas.
Von 1982 bis 1990 war er Direktor der Mittelschule Alksniupiai bei Radviliškis und von 1990 bis 1995 und von 2003 bis 2011  Bürgermeister der Rajongemeinde Radviliškis.
Ab 1992 war er Mitglied der Lietuvos krikščionių demokratų partija und ab 2008 der Tėvynės sąjunga - Lietuvos krikščionys demokratai.

## Quelle
- 2011 m. Lietuvos savivaldybių tarybų rinkimai

| Personendaten    | Personendaten                    |
| ---------------- | -------------------------------- |
| NAME             | Čepononis, Antanas               |
| KURZBESCHREIBUNG | litauischer Lehrer und Politiker |
| GEBURTSDATUM     | 5. November 1959                 |
| GEBURTSORT       | Mikyčiai                         |